# 阿什福德 (英國國會選區)
阿什福德（英語：Ashford），英國國會一郡選區，位於肯特郡中部，包括阿什福德區的大部份。設於1885年。
本區多數時間為保守黨人士所佔據，自由黨只是在1929年勝選一次。2010年大選中自1997年起任議員的達米安·格林以54.1%選票勝出該區連任成功。